# Strychnos nux-vomica
Vomiquier
« Nux vomica » redirige ici.  Pour le groupe d'artistes contemporains, voir Nux Vomica (groupe musical).
Espèce
Classification phylogénétique
Le Vomiquier (Strychnos nux-vomica) est une espèce d'arbres à feuillage persistant, originaire de l'Asie du Sud-Est, de la famille des Loganiacées. Sa graine, la noix vomique, fournit un alcaloïde indolé neurotoxique : la strychnine.

## Présentation
Strychnos nux-vomica pousse dans des habitats ouverts. C'est un arbre de forme columnaire étroite et il atteint d'habitude une taille d'environ 25 mètres.
Il est la source principale de strychnine, un alcaloïde extrêmement toxique, obtenu à partir des semences contenues dans ses fruits, appelés noix qui font vomir ou plus souvent noix vomiques. Ce sont des fruits ronds, et de couleur vert à orange. Cependant, l'écorce de l'arbre contient aussi des composés toxiques, parmi lesquels la brucine.
Il donne l'alcaloïde strychnochrysine.

## Galerie photographique

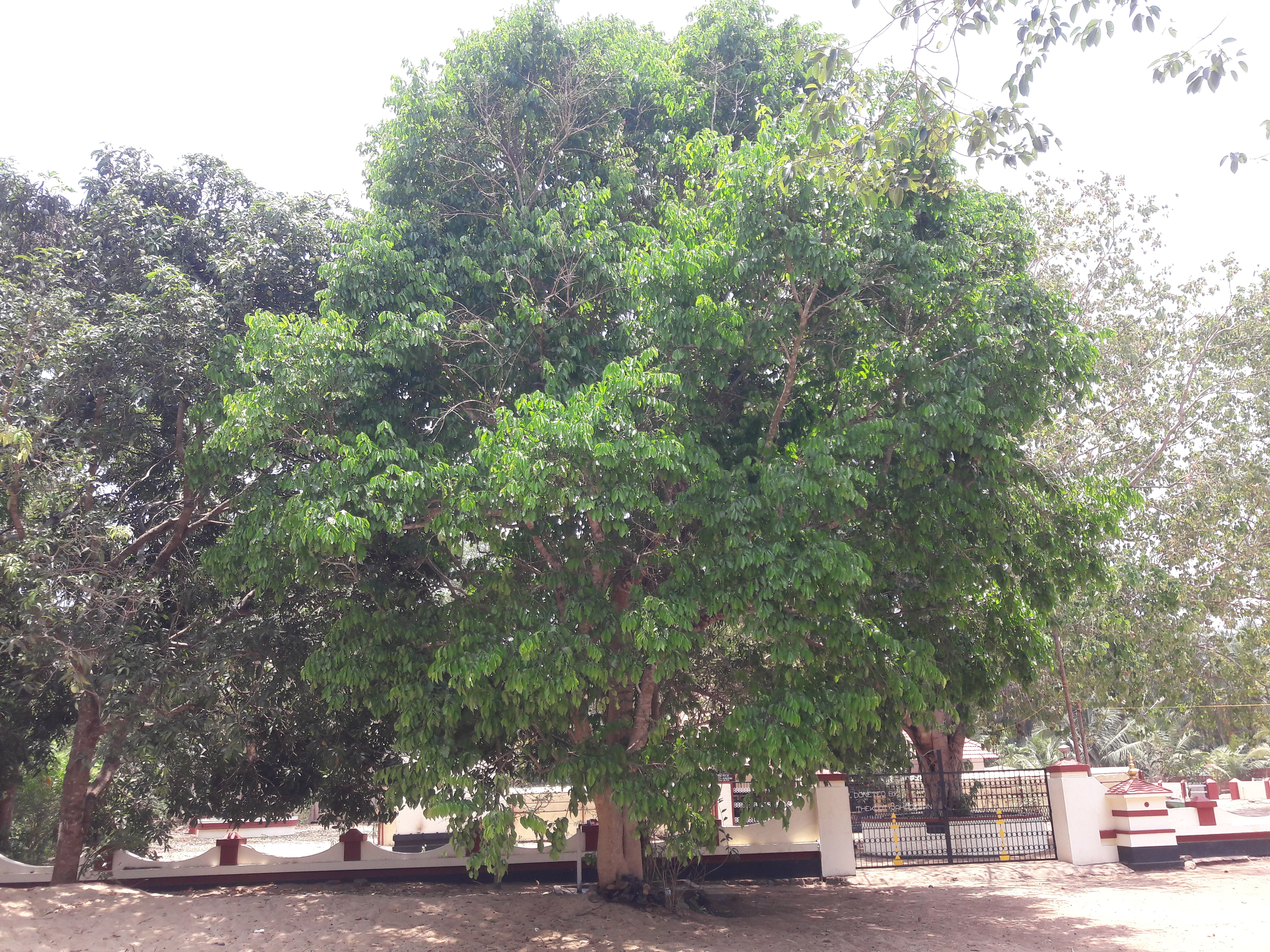
Arbre vomiquier
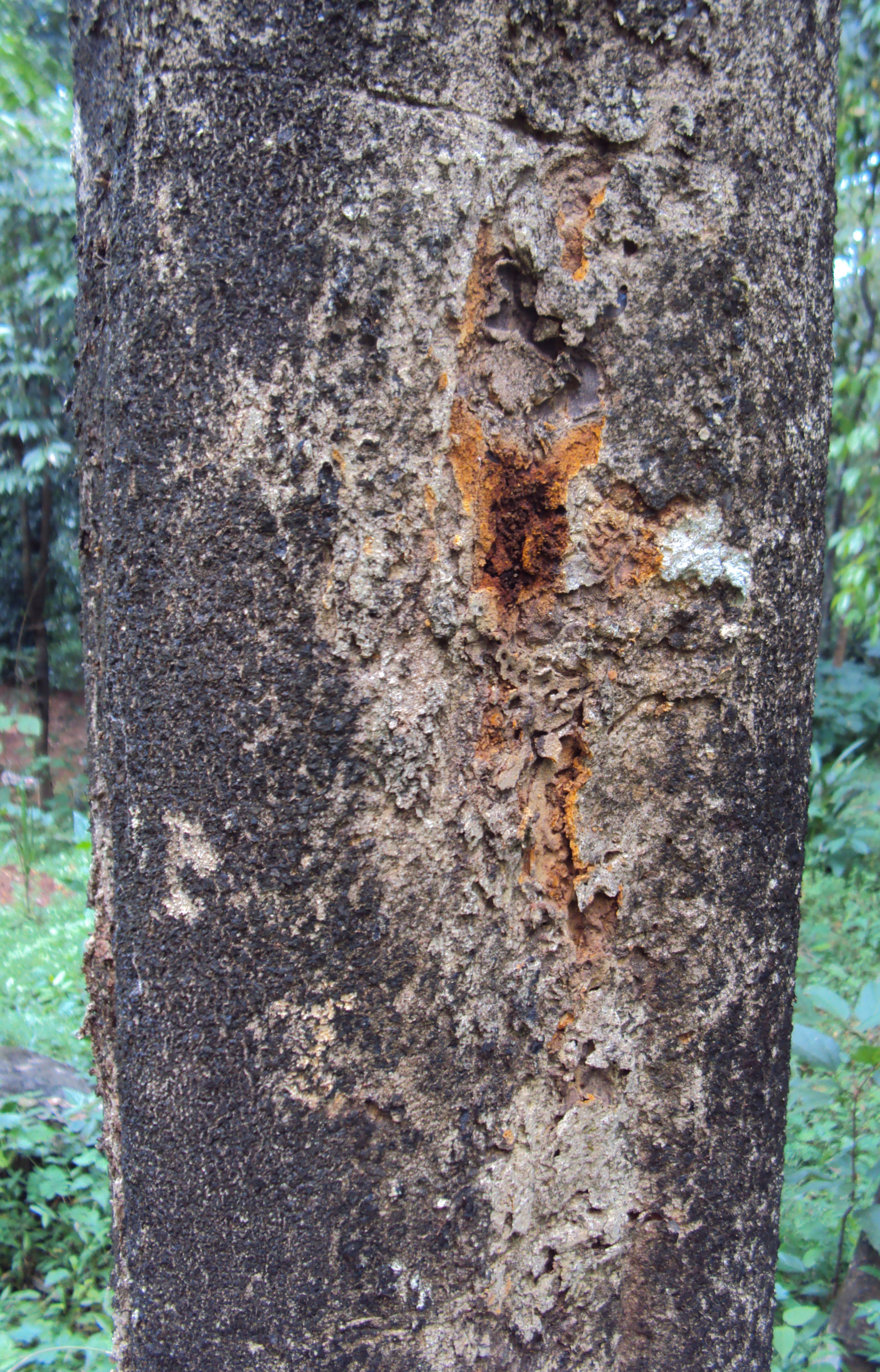
Tronc
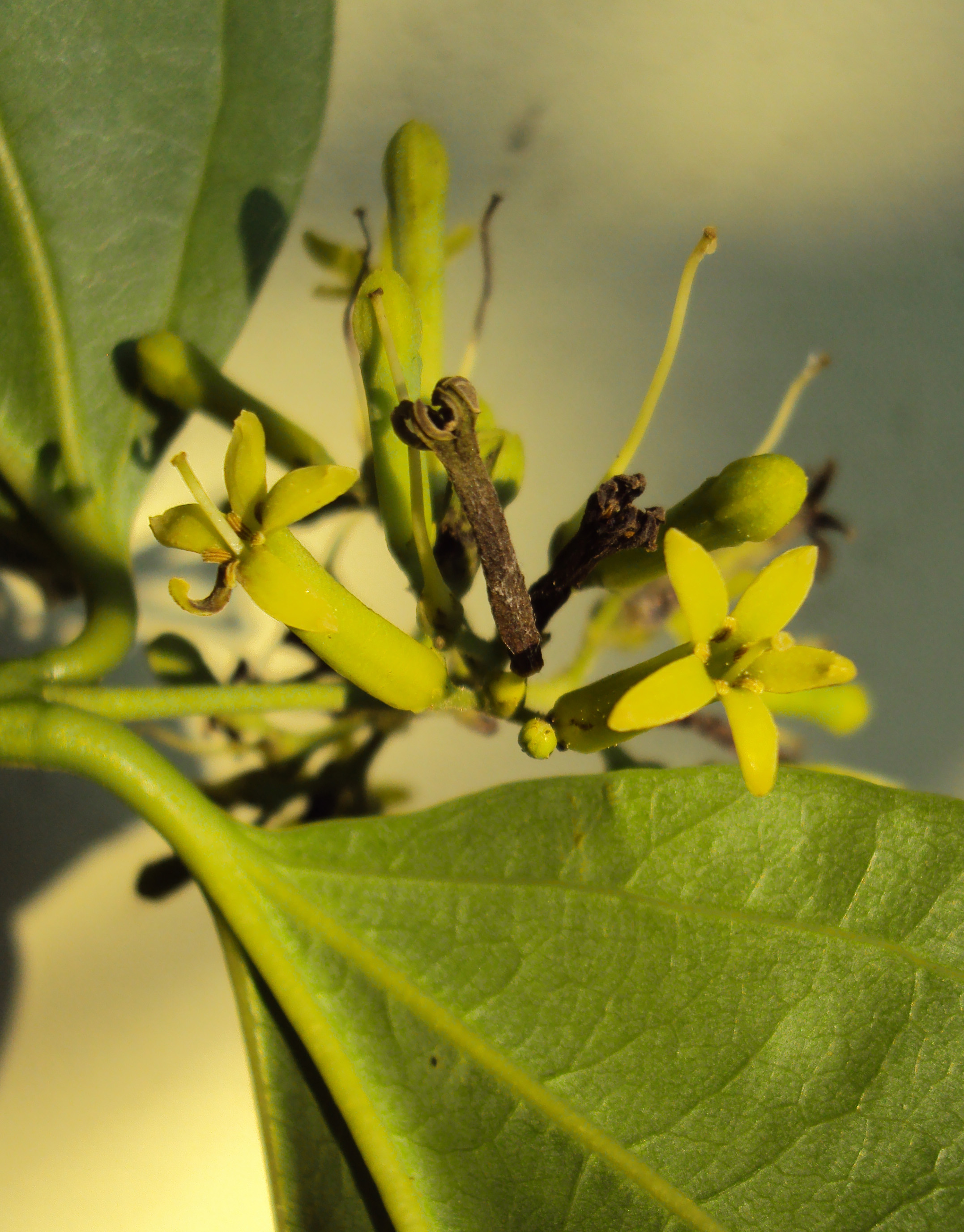
Fleurs
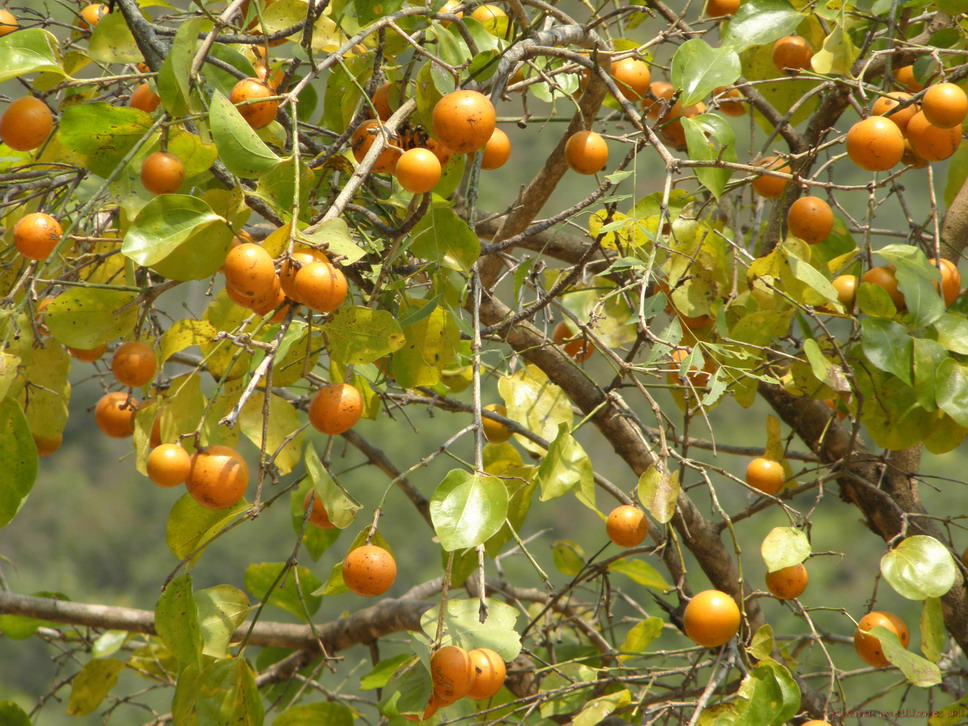
Feuilles et fruits
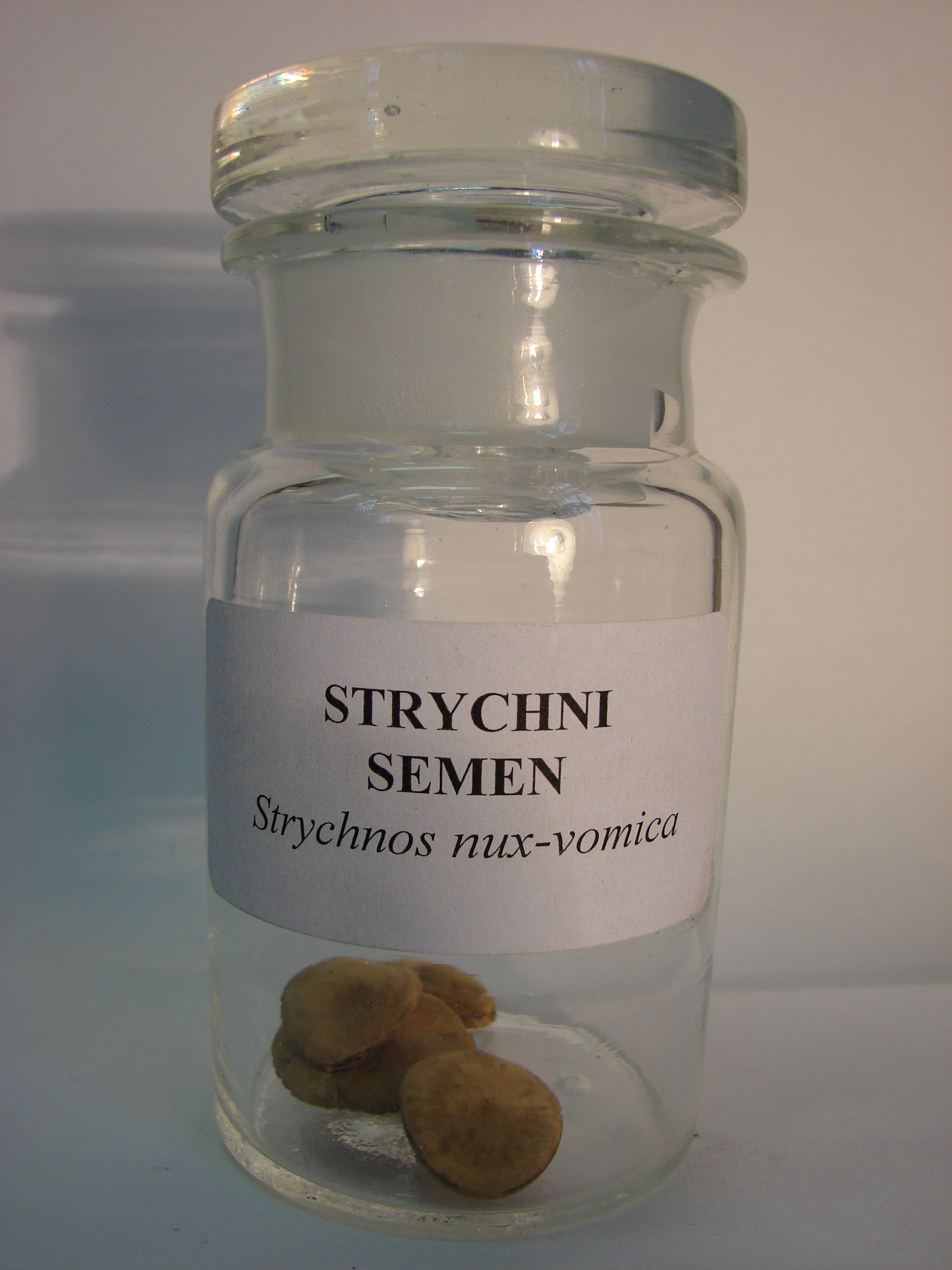
Noix qui font vomir.